# Oxxo
Cadena Comercial OXXO, S.A. de C.V., bedre kendt som Oxxo, er en kæde af døgnåbne kiosker i Mexico. Kæden består af omtrent 7000 butikker og er ejet af FEMSA. De første butikker blev åbnet i 1978 i Monterrey.
For tiden er Oxxo repræsenteret i hele Mexico og har distributionsnettværk i 10 følgende byer:
- Chihuahua i Chihuahua
- Guadalajara i Jalisco
- León i Guanajuato
- Mérida i Yucatán
- Mexicali i Baja California
- Mexico by (Mexicos Føderale Distrikt)
- Monterrey i Nuevo León
- Obregón i Sonora
- Puebla i Puebla
- Reynosa i Tamaulipas

1. ↑  Navnet er anført på engelsk og stammer fra Wikidata hvor navnet endnu ikke findes på dansk.